# Diaphorus vicinus
Diaphorus vicinus är en tvåvingeart som beskrevs av Becker 1922. Diaphorus vicinus ingår i släktet Diaphorus och familjen styltflugor. Inga underarter finns listade i Catalogue of Life.